# Saison 3 de Star Academy
 (juin 2025).
 (novembre 2023).
Si vous disposez d'ouvrages ou d'articles de référence ou si vous connaissez des sites web de qualité traitant du thème abordé ici, merci de compléter l'article en donnant les références utiles à sa vérifiabilité et en les liant à la section « Notes et références ».
En pratique : Quelles sources sont attendues ? Comment ajouter mes sources ?
La troisième saison de Star Academy, émission française de téléréalité musicale, a été diffusée sur TF1 du 30 août 2003 au 20 décembre 2003.
Pendant près de quatre mois, seize candidats reçoivent une formation artistique au sein d'un château. Les participants sont évalués par les professeurs à travers les primes et les évaluations. Ils se produisent chaque samedi sur le plateau de l'émission télévisée, aux côtés d'artistes invités venus partager des duos. Chaque semaine, les trois moins bons candidats sont soumis au vote du public et l'un d'entre eux quitte le télé crochet. À l'issue du programme, le vainqueur remporte 1 000 000 €.
Présentée par Nikos Aliagas, cette troisième saison a pour directrice Nathalie André et a pour parrain Elton John. Elle est remportée par Élodie Frégé à 51,1 %, qui décide de partager ses gains avec le finaliste Michal.

## Générique
Le générique sonore reste le même que pour les deux précédentes saisons, à savoir Run, baby, run de Bustafunk.

## L'academy

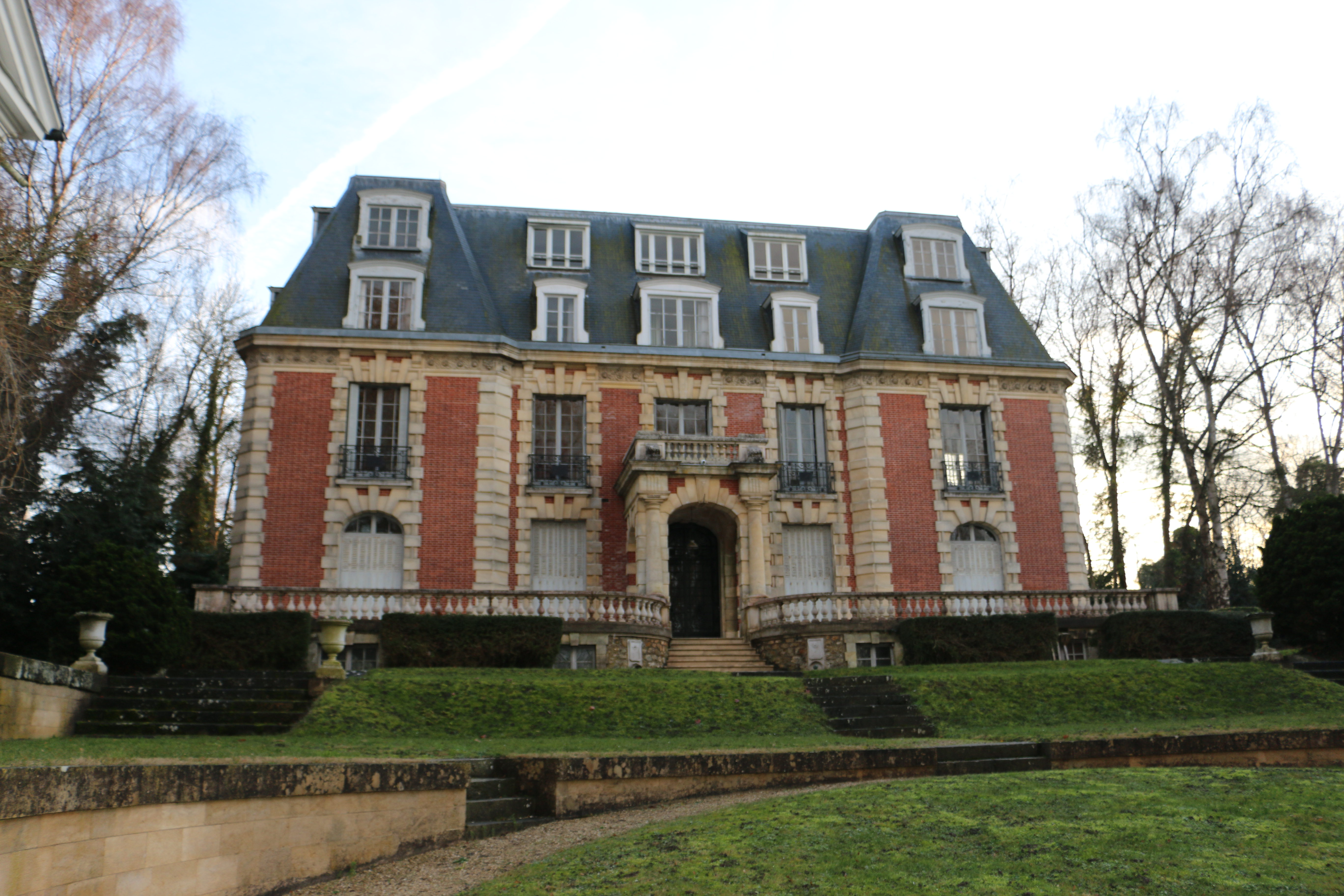
Château des Vives-Eaux.

Pour cette troisième saison de Star Academy, les candidats logent au château des Vives-Eaux de Dammarie-les-Lys.

## Candidats
Les seize candidats sont les suivants.

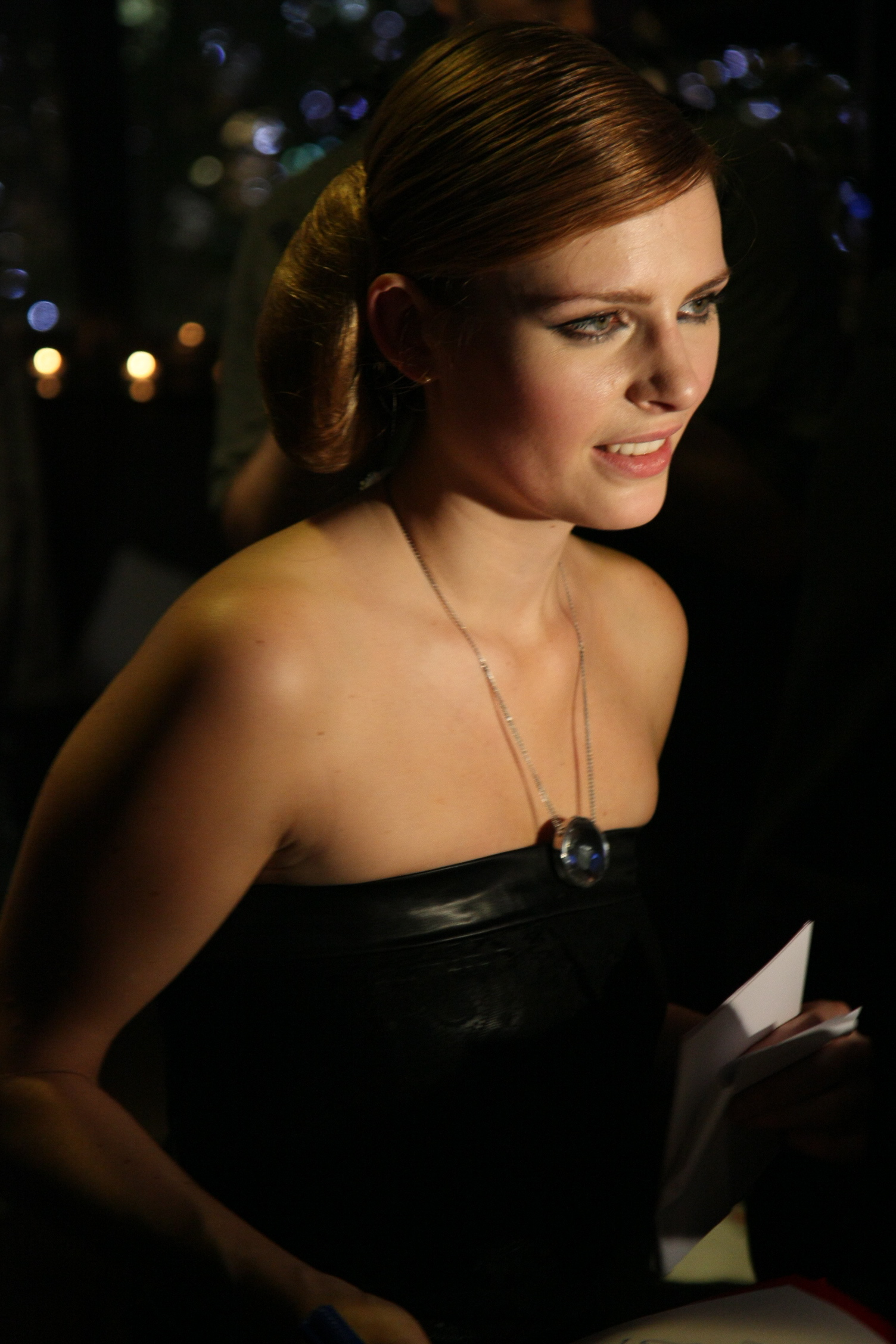
Élodie.
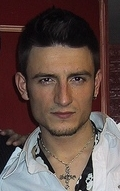
Michal.
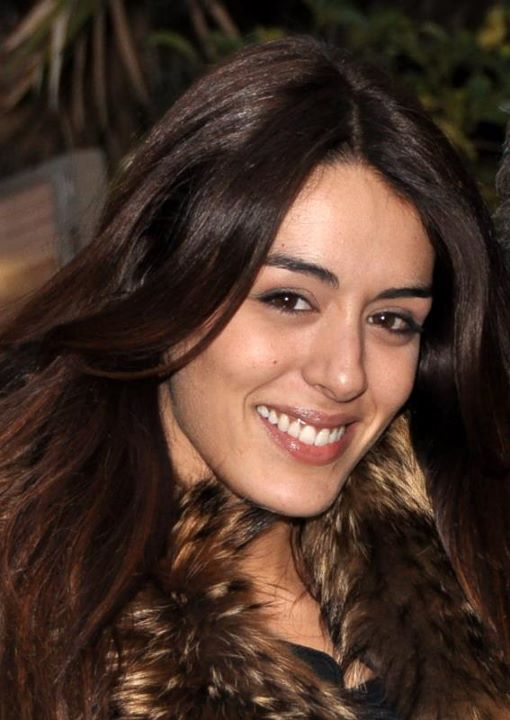
Sofia.
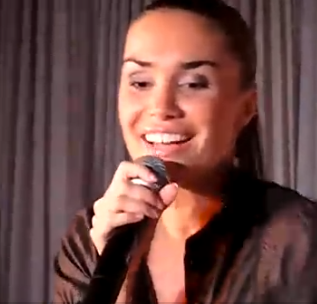
Morganne.
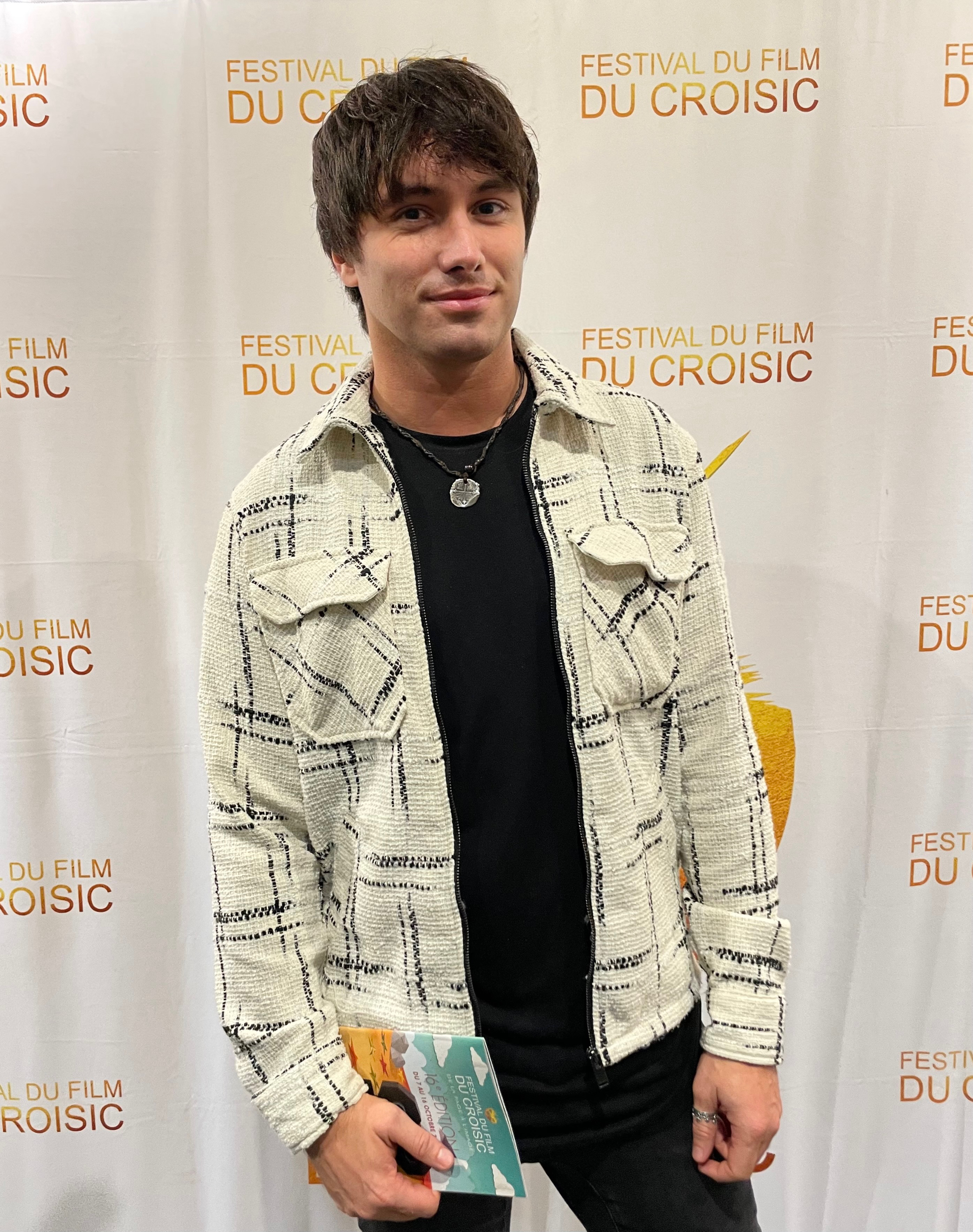
Lukas.

| Prénom    | Nom complet        | Âge    | Tournée | Statut                             | Réf(s). |
| --------- | ------------------ | ------ | ------- | ---------------------------------- | ------- |
| Élodie    | Élodie Frégé       | 21 ans | Oui     | Gagnante le 20 décembre 2003       | ,       |
| Michal    | Michał Kwiatkowski | 19 ans | Oui     | Finaliste le 20 décembre 2003      | ,       |
| Sofia     | Sofia Essaïdi      | 19 ans | Oui     | Demi-finaliste le 12 décembre 2003 | ,       |
| Patxi     | Patxi Garat        | 22 ans | Oui     | Demi-finaliste le 6 décembre 2003  | ,       |
| Morganne  | Anne Tilloy        | 23 ans | Oui     | Éliminée le 29 novembre 2003       | ,       |
| Lukas     | Lukas Delcourt     | 24 ans | Oui     | Éliminé le 22 novembre 2003        | ,       |
| Pierre    | Pierre Bouley      | 23 ans | Oui     | Abandon le 14 novembre 2003        | ,       |
| Romain    | Romain Billard     | NC     | Oui     | Éliminé le 8 novembre 2003         | ,       |
| Amina     | NC                 | NC     | Non     | Éliminées le 1er novembre 2003     | [ 20 ]  |
| Stéphanie | Stéphanie Dalmasso | 17 ans | Non     | Éliminées le 1er novembre 2003     | ,       |
| Édouard   | Édouard Algayon    | 20 ans | Oui     | Éliminé le 25 octobre 2003         | ,       |
| Anne      | Anne Thibault      | NC     | Non     | Éliminée le 18 octobre 2003        | ,       |
| Valérie   | Valérie de Boccard | 18 ans | Non     | Éliminée le 4 octobre 2003         | ,       |
| Marjorie  | NC                 | NC     | Non     | Éliminée le 27 septembre 2003      | [ 31 ]  |
| Michaël   | NC                 | NC     | Non     | Éliminé le 20 septembre 2003       | [ 32 ]  |
| Icaro     | Icaro da Silva     | NC     | Non     | Éliminé le 13 septembre 2003       | ,       |

- Élodie.
- Michal.
- Sofia.
- Morganne.
- Lukas.

## Corps professoral

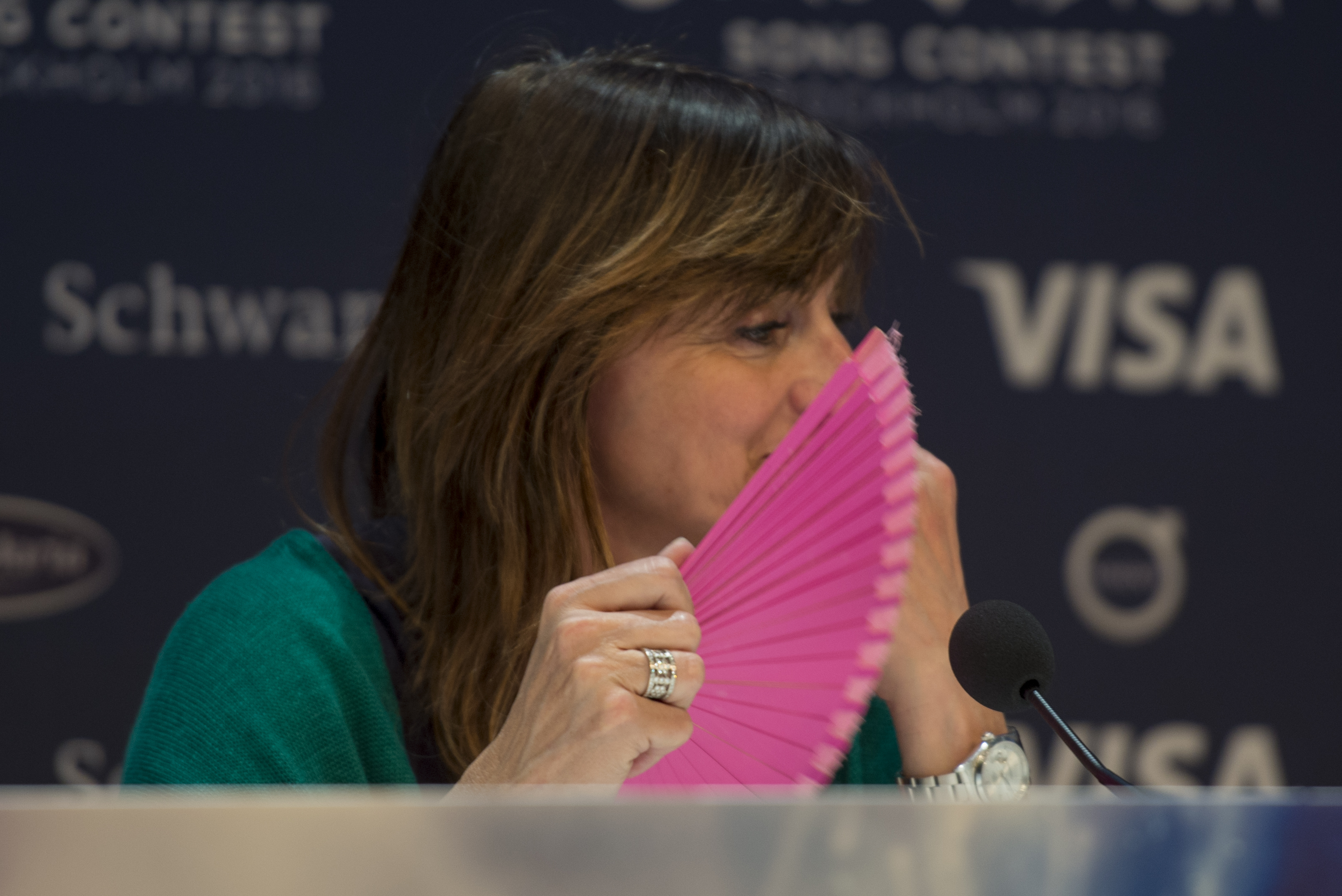
La directrice, Nathalie André.

Pour cette troisième saison, Alexia Laroche-Joubert, occupée par ses fonctions au sein d'Endemol France, cède sa place de directrice à Nathalie André, qui assurait déjà la programmation musicale de l'émission,.
Les cours de sport sont désormais assurés par Tiburce Darou, anciennement préparateur physique de tennismen et de clubs de football. On note également les arrivées de la chanteuse Patsy Gallant pour la préparation aux chansons anglaises, du chanteur Jean Schultheis connu principalement pour son titre Confidence pour confidence, ainsi que de Regina Rubens au poste de styliste[source insuffisante]. Marco Beacco devient quant à lui coach vocal, mais aussi professeur de chant aux côtés d'Armande Altaï.
Raphaëlle Ricci (expression scénique), Kamel Ouali (danse) et Oscar Sisto (théâtre) conservent quant à eux leurs rôles respectifs de la saison précédente. Matthieu Gonet est répétiteur et directeur musical[réf. nécessaire].

## Artistes invités
| Épisode | Diffusion         | Invités | Référence        |
| ------- | ----------------- | --- | ---------------- |
| 1       | 30 août 2003      | candidats Star Academy 1 - Star Academy 2 | [ 41 ]           |
| 2       | 5 septembre 2003  | Florent Pagny - Lorie - Marc Lavoine - Ricky Martin                                                                                               | [ 42 ]           |
| 3       | 13 septembre 2003 | Chimène Badi - Dannii Minogue - DJ BoBo - Sacha Distel - Sting - Yannick Noah                                                                     | ,                |
| 4       | 20 septembre 2003 | Blue - Calogero - Hélène Ségara - Jocelyne Labylle - Passi - Cheela - Jacob Desvarieux - Les Demoiselles de Rochefort                             | [ 44 ]           |
| 5       | 27 septembre 2003 | Faudel - Julie Zenatti - Julien Clerc - Serge Lama - 3T                                                                                           | [ 31 ]           |
| 6       | 4 octobre 2003    | Alizée - Isabelle Boulay - Johnny Hallyday - Nolwenn Leroy                                                                                        | [ 30 ]           |
| 7       | 10 octobre 2003   | Enrico Macias - Liane Foly - Seal[réf. souhaitée] - Jessica Marquez - Eddy Mitchell - Sugar Daddy - Dedi[réf. souhaitée]                          | [ 45 ]           |
| 8       | 18 octobre 2003   | Aurélie Konaté - Dany Brillant - Diam's - Jacques Dutronc - Joy Esther - Liza Pastor - Martin Fontaine                                            | ,                |
| 9       | 25 octobre 2003   | Doc Gynéco - Elton John - L5 - Pierre Perret - Jérémy Chatelain                                                                                   | [ 24 ]           |
| 10      | 1er novembre 2003 | Alain Chamfort - Lara Fabian - Maurane - Willy Denzey                                                                                             | [ 47 ]           |
| 11      | 8 novembre 2003   | Julio Iglesias - Nolwenn Leroy - Roch Voisine - Patrick Fiori - Beyoncé                                                                           | ,                |
| 12      | 14 novembre 2003  | Salvatore Adamo - Laurent Voulzy - Phil Collins - Joy Esther - Liza Pastor - Aurélie Konaté - Mario Barravecchia - Houcine Camara - Nolwenn Leroy | ,                |
| 13      | 22 novembre 2003  | Pascal Obispo - Shaggy - Natasha St-Pier - Roch Voisine                                                                                           | [ 15 ]           |
| 14      | 29 novembre 2003  | Laura Pausini - Patricia Kaas - Patrick Fiori - Robert Charlebois - Hélène Ségara                                                                 | [ 51 ]           |
| 15      | 6 décembre 2003   | Charles Aznavour - Katia Aznavour - Emma Daumas - Étienne Daho - Umberto Tozzi - Cerena - Hermes House Band[réf. nécessaire]                      | [réf. souhaitée] |
| 16      | 12 décembre 2003  | Michel Sardou - Garou - Florent Pagny - Serge Lama                                                                                                | ,                |
| 17      | 20 décembre 2003  | Elton John - Hélène Ségara - Autant en emporte le vent - Belles belles belles                                                                     | ,                |

## Faits marquants
- Lors du prime du 27 septembre, alors qu'elle chante Je suis malade, Sofia voit arriver Serge Lama sur le plateau et, émue, s'arrête de chanter[84].
- Le 28 septembre 2003 le public a pu visiter le château de 14h à 19h[85].
- Du 30 septembre au 2 octobre, Anne est invitée par Céline Dion pour un concert à Las Vegas en compagnie de plusieurs autres artistes[86].
- Lors de la soirée du 10 octobre, Lukas est le seul participant nommé pour avoir entendu la délibération des professeurs concernant les nommés de la semaine et divulgué ensuite l'information à ses camarades. Le public doit alors décider s'il doit ou non poursuivre l'aventure, et vote en sa faveur. Élodie, souffrante, est absente de ce même prime[66].
- Lors du prime du 14 novembre, après avoir fait une prestation sur Bohemian Rhapsody de Queen, Pierre décide de quitter l'émission de son plein gré[17],[75].
- Lors de la finale, à la suite de sa victoire, Élodie décide de donner la moitié de son gain à Michal[84],[83].

### Incidents de direct
Lors du prime time du 18 octobre 2003 à 21 h 10, des intermittents du spectacle envahissent le plateau, protestant depuis le 27 juin 2003 contre la refonte de leur régime spécifique d’indemnisation du chômage, en fonction à partir du 1er janvier 2004. L’invité étant Jacques Dutronc, ce dernier demande alors aux intermittents s'ils peuvent revendiquer leurs droits en chantant, ce que ces derniers refusent. L'un des membres s'exprime alors en expliquant qu’il était urgent de s’adresser aux Français et que, selon eux, le gouvernement ne protégeait plus les garanties sociales de chacun. Le problème, c’est qu’il y avait encore des intermittents à l’extérieur et ils ne pouvaient plus entrer sur le plateau. L'émission est alors interrompue, initialement pour quelques minutes, avant d'être remplacée par un épisode de Julie Lescaut, pour reprendre plus tard dans la soirée. Le lendemain, TF1 porte plainte contre les intermittents du spectacle.
Le procès de quatre des intermittents a eu lieu en 2007,.

## L'aprèsStar Academy

### Que sont-ils devenus?
Lukas a sorti un album solo et deux singles. Il a joué dans les séries Baie des flamboyants et Sous le soleil.
Pierre a sorti un album solo et un autre avec Les Chillaz,.
Romain a participé aux émissions Encore une chance en 2012 et Las Vegas Academy en 2015,.
Édouard a fait partie des musiciens lors des primes des saisons 4 à 8, et 10 à 11 du télé crochet. Depuis il a accompagné de nombreux artistes (de Palmas, Zaz, Aznavour, la troupe des Enfoirés…) sur scène et en studio, en tant que guitariste,.
Pierre, Romain et Édouard ont également formé le groupe Premix et sorti un album ensemble.
Stéphanie a joué dans un épisode de la série Père et Maire et dans plusieurs comédies musicales (L'histoire de Sally Mac Laureen, Coups de foudre, etc.),,.
Icaro a sorti un single intitulé Sorrow.

## Audiences

### Prime
| Épisode | Diffusion                 | Téléspectateurs | Parts de marché | Classement des audiences de la soirée | Référence |
| ------- | ------------------------- | --------------- | --------------- | ------------------------------------- | --------- |
| 1       | Samedi 30 août 2003       | 6 398 400       | 35,7 %          | 1er                                   | [ 128 ]   |
| 2       | Vendredi 5 septembre 2003 | 6 558 360       | 34,3 %          | 1er                                   | [ 128 ]   |
| 3       | Samedi 13 septembre 2003  | 5 012 080       | 28 %            | 2e                                    | [ 128 ]   |
| 4       | Samedi 20 septembre 2003  | 5 118 720       | 29,1 %          | 1er                                   | [ 128 ]   |
| 5       | Samedi 27 septembre 2003  | 5 918 520       | 31 %            | 1er                                   | [ 128 ]   |
| 6       | Samedi 4 octobre 2003     | 6 558 360       | 33 %            | 1er                                   | [ 128 ]   |
| 7       | Vendredi 10 octobre 2003  | 6 451 720       | 33,4 %          | 1er                                   | [ 128 ]   |
| 8       | Samedi 18 octobre 2003    | 3 465 899       | 42,8 %          | NC                                    | [ 128 ]   |
| 9       | Samedi 25 octobre 2003    | 6 505 040       | 34,7 %          | 1er                                   | [ 128 ]   |
| 10      | Samedi 1er novembre 2003  | 6 931 600       | 31,9 %          | 2e                                    | [ 128 ]   |
| 11      | Samedi 8 novembre 2003    | 6 558 360       | 32,9 %          | 2e                                    | [ 128 ]   |
| 12      | Vendredi 14 novembre 2003 | 7 678 080       | 36,5 %          | 1er                                   | [ 128 ]   |
| 13      | Samedi 22 novembre 2003   | 6 665 000       | 35,1 %          | 1er                                   | [ 128 ]   |
| 14      | Samedi 29 novembre 2003   | 6 611 680       | 31,6 %          | 2e                                    | [ 128 ]   |
| 15      | Samedi 6 décembre 2003    | 7 518 120       | 39,5 %          | 1er                                   | [ 128 ]   |
| 16      | Vendredi 12 décembre 2003 | 8 051 320       | 39,1 %          | 1er                                   | [ 128 ]   |
| 17      | Samedi 20 décembre 2003   | 10 077 480      | 48,2 %          | 1er                                   | [ 128 ]   |

Sur fond vert : plus hauts chiffres d'audiences
Sur fond rouge : plus bas chiffres d'audiences

### Quotidienne
Les audiences données sont la moyenne pour chaque semaine de l'émission quotidienne diffusée pour la première fois à 19 h.
| Semaine | Dates                             | Téléspectateurs | Parts de marché | Classement des audiences | Référence |
| ------- | --------------------------------- | --------------- | --------------- | ------------------------ | --------- |
| 1       | Du 1er au 5 septembre 2003        | 4 318 920       | 28.6 %          | 2e                       | ,         |
| 2       | Du 8 au 12 septembre 2003         | 4 265 600       | 26,6 %          | 2e                       | ,         |
| 3       | Du 15 au 19 septembre 2003        | 3 999 000       | 28 %            | 2e                       | ,         |
| 4       | Du 22 au 26 septembre 2003        | 4 585 520       | 28,8 %          | 2e                       | ,         |
| 5       | Du 29 septembre au 3 octobre 2003 | 4 692 160       | 28,5 %          | 2e                       | ,         |
| 6       | Du 6 au 10 octobre 2003           | 5 172 040       | 30 %            | 2e                       | ,         |
| 7       | Du 13 au 17 octobre 2003          | 4 958 760       | 29,4 %          | 2e                       | ,         |
| 8       | Du 20 au 24 octobre 2003          | 5 385 320       | 29,7 %          | 2e                       | ,         |
| 9       | Du 27 au 31 octobre 2003          | 5 758 560       | 30,5 %          | NC                       | ,         |
| 10      | Du 3 au 7 novembre 2003           | 5 758 560       | 29,7 %          | 2e                       | ,         |
| 11      | Du 10 au 14 novembre 2003         | 5 865 200       | 29,7 %          | 2e                       | ,         |
| 12      | Du 17 au 21 novembre 2003         | 5 918 520       | 30,6 %          | 2e                       | ,         |
| 13      | Du 24 au 28 novembre 2003         | 5 811 880       | 29,8 %          | 2e                       | ,         |
| 14      | Du 1er au 5 décembre 2003         | 5 598 600       | 28,6 %          | 2e                       | ,         |
| 15      | Du 8 au 12 décembre 2003          | 5 598 600       | 29,2 %          | 2e                       | ,         |
| 16      | Du 15 au 19 décembre 2003         | 5 491 960       | 28,8 %          | 2e                       | ,         |

Sur fond vert : plus hauts chiffres d'audiences
Sur fond rouge : plus bas chiffres d'audiences